# Vjetrenica
Vjetrenica (en serbio: Вјетреница; bosnio y croata: Vjetrenica) es la cueva más grande e importante en Bosnia y Herzegovina, y una de las cuevas más interesantes de la cordillera conocida como los Alpes Dináricos, que es mundialmente famosa por su riqueza Kárstica y por la espeleología. Su entrada no está lejos de la aldea de Zavala en el sur de Herzegovina. En las temporadas más cálidas del año el aire frío puede golpear a partir de su entrada, lo cual es muy atractivo en el centro del terreno rocoso, caliente, y sin agua.
La cueva ha sido explorada y se describe con un total de aproximadamente 6,7 km de longitud, de estos el canal principal alcanza 2,47 kilómetros de largo.